# Bruno Catellani
Bruno Catellani (Rolo, 16 novembre 1910 – Modena, 6 gennaio 1993) è stato un ciclista su strada italiano, attivo come dilettante e indipendente dal 1928 al 1932.
Due volte (1928, 1929) campione italiano della cronometro a squadre tra i dilettanti con la carpigiana U.C. Niccolò Biondo, nel 1931 vinse la Milano-Modena, in un'edizione della manifestazione che si svolse a cronometro invece che, come di consueto, in linea.

## Palmarès
- 1931 (individuale, una vittoria)

Milano-Modena
- 1932 (individuale, una vittoria)

Coppa Landini

### Altri successi
- 1928 (dilettanti)

Campionati italiani, Cronosquadre
- 1929 (dilettanti)

Campionati italiani, Cronosquadre

## Piazzamenti

### Competizioni mondiali
- Campionati del mondo

Copenaghen 1931 - In linea Dilettanti: ritirato 